# سويدي لبناني
السويدي اللبناني هو مواطن سويدي أو أي مقيم بشكل دائم في السويد وله أصول لبنانية. ويبلغ عددهم 21 ألف سويدي. وهم يتشطلون من خليط من الطوائف والأعراق اللبنانية وحتى الأقليات مثل الأرمن والأشوريين والكلدانيين والأكراد. معظم اللبنانيين هاجروا خلال فترة الحرب الأهلية التي اندلعت عام 1975. أقام اللبنانيون تقافتهم الخاصة وجمعياتهم مثل جمعية الصداقة السويدية اللبنانية. كما يوجد سفارة لبنانية في استكهولم. 
معطم اللبنانيون في السويد مسيحيون من طوائف الموارنة والكاثوليك والأرثذوكسية والأشورية والأرمن والكلدان. كما يوجد عدد لا بأس به من المسلمين.

## أعلام سويديون لبنانيون

### أفلام
- فارس فارس: ممثل
- جوزف فارس: مخرج

### نشطاء
- أسامة قصير: ناشط إسلامي من القاعدة

### مصممون
- أن ماري أبي خليل: مالكة شركة سان ريمي

### موسيقيون
- إميل عازار: مغني
- ربيع جابر: مغني فرقة ريباوند!
- إريك سعادة: مغني
- ماهر زين: مغني  إسلامي
- الياس زازي: موسيقي ومغني أشورب

## رياضة
- فادي ملكي: لاعب كرة قدم محترف
- عباس حسن: لاعب كرة قدم محترف
- يوسف فخرو: لاعب كرة قدم محترف
- شربل توما: لاعب كرة قدم محترف
- محمد علي خان: لاعب كرة قدم محترف) player